# خالکی
خالکی، روستایی از توابع بخش کوچصفهان شهرستان رشت در استان گیلان در ایران است.

## جمعیت
این روستا در دهستان لولمان قرار دارد و براساس سرشماری مرکز آمار ایران در سال ۱۳۸۵، جمعیت آن ۲۶۸ نفر (۹۵خانوار) بوده است.